# Sogno (Andrea Bocelli)
Sogno prodotto da Mauro Malavasi che cura gli arrangiamenti. è il quinto album in studio del tenore e cantante italiano Andrea Bocelli, pubblicato il 6 aprile 1999 dall'etichetta discografica Philips Records.

## Descrizione
Nel 1999, Bocelli ricevette la nomina come Best New Artist al Grammy, rappresentando questa la prima volta che un artista classico veniva nominato in questa categoria nei 38 anni di esistenza del premio. The Prayer, il suo duetto con Céline Dion tratto dall'album, ha vinto il Golden Globe come miglior canzone e ricevette una nomination all'Academy Award. entrò al quarto posto della Billboard 200, al primo della World Abums ed in Italia, Svezia (per due settimane rimanendo in classifica 31 settimane), Paesi Bassi (per 5 settimane rimanendo in classifica 93 settimane), Svizzera (per due settimane rimanendo in classifica 32 settimane) e Portogallo, secondo nella Billboard Canadian Albums, Francia, Vallonia (rimanendo in classifica 31 settimane) e Norvegia, terzo in Austria, Australia e Nuova Zelanda, quarto in Finlandia, Fiandre ed in Gran Bretagna, sesto in Germania rimanendo in classifica 32 settimane e bene in tutto il mondo, confermando Bocelli ai primi posti, in campo mondiale, nella musica pop e dando inizio al fenomeno della "Bocellimania". L'album vendette 2,5 milioni di copie negli Stati Uniti, e più di 15 milioni nel mondo.

## Tracce
1. Canto della Terra – 4:02 (Francesco Sartori, Lucio Quarantotto)
2. The Prayer (con Céline Dion) – 4:30 (David Foster, Carole Bayer Sager)
3. Sogno – 4:03 (Giuseppe Francesco Servillo)
4. 'O mare e tu (con Dulce Pontes) – 4:36 (Enzo Gragnaniello)
5. A volte il cuore – 4:44 (Piero Marras)
6. Cantico – 4:01 (Mauro Malavasi, Pierpaolo Guerrini, Andrea Bocelli)
7. Mai più così Lontano – 4:20 (Mauro Malavasi)
8. Immenso – 4:51 (Francesco Sartori, Lucio Quarantotto) – 4:51)
9. Nel cuore lei (con Eros Ramazzotti) – 3:48 (Bruno Zambrini, Adelio Cogliati)
10. Tremo e t'amo – 4:51 (Tullio Ferro, Giuseppe Francesco Servillo)
11. I Love Rossini – 3:56 (Patrick Abrial, Giuseppe Francesco Servillo)
12. Un canto – 4:35 (Ennio Morricone, Sergio Bardotti)
13. Come un fiume tu – 4:47 (Ennio Morricone, Lucio Quarantotto)
14. A mio padre (6 maggio 1992) – 4:00 (Mauro Malavasi, Andrea Bocelli)

## Formazione
- Andrea Bocelli - voce
- Michele Montefusco - chitarra
- Piero Marras - tastiera, programmazione
- Michi Dei Rossi - tastiera, programmazione
- Bruno Mariani - chitarra
- Mauro Malavasi - tastiera, sintetizzatore, programmazione, arrangiamenti, conduttore orchestra
- Joao Ferreira - percussioni
- Paulo Jorge Santos - chitarra
- Guido Corti - corno
- Rossella Calvi - corno inglese
- Rudy Trevisi - clarinetto
- Paolo Bighignoli - fagotto
- Cecilia Chailly - arpa
Produzione
  - Mauro Malavasi – produzione, missaggio, mastering

## Classifiche

### Classifiche settimanali
| Classifica (1999-01)            | Posizione massima |
| ------------------------------- | ----------------- |
| Australia                       | 3                 |
| Austria                         | 3                 |
| Belgio (Fiandre)                | 4                 |
| Belgio (Vallonia)               | 2                 |
| Canada                          | 1                 |
| Danimarca                       | 7                 |
| Finlandia                       | 4                 |
| Francia                         | 2                 |
| Germania                        | 6                 |
| Grecia                          | 1                 |
| Irlanda                         | 61                |
| Islanda                         | 5                 |
| Italia                          | 1                 |
| Norvegia                        | 2                 |
| Nuova Zelanda                   | 3                 |
| Paesi Bassi                     | 1                 |
| Portogallo                      | 1                 |
| Regno Unito                     | 4                 |
| Repubblica Ceca                 | 1                 |
| Spagna                          | 8                 |
| Stati Uniti                     | 4                 |
| Stati Uniti (Versione spagnola) | 163               |
| Svezia                          | 1                 |
| Svizzera                        | 1                 |
| Ungheria                        | 5                 |

### Classifiche di fine anno
| Classifica (1999) | Posizione |
| ----------------- | --------- |
| Australia         | 27        |
| Austria           | 26        |
| Belgio (Fiandre)  | 35        |
| Belgio (Vallonia) | 14        |
| Danimarca         | 30        |
| Francia           | 42        |
| Germania          | 65        |
| Italia            | 12        |
| Norvegia          | 2         |
| Nuova Zelanda     | 14        |
| Paesi Bassi       | 1         |
| Regno Unito       | 45        |
| Stati Uniti       | 62        |
| Svizzera          | 21        |
| Classifica (2000) | Posizione |
| Paesi Bassi       | 22        |
| Stati Uniti       | 176       |